# Luís Parruque
Luís Parruque (ur. 28 lipca 1969) – mozambicki piłkarz grający na pozycji obrońcy. W swojej karierze rozegrał 28 meczów w reprezentacji Mozambiku.

## Kariera klubowa
W swojej karierze piłkarskiej Parruque grał w klubach: CD Matchedje, GD Maputo i Ferroviário Maputo.

## Kariera reprezentacyjna
W reprezentacji Mozambiku Parruque zadebiutował 11 kwietnia 1993 w zremisowanym 0:0 meczu kwalifikacji do Pucharu Narodów Afryki 1994 z Kenią, rozegranym w Matoli. W 1996 roku powołano go do kadry na Puchar Narodów Afryki 1996. Na tym turnieju rozegrał trzy mecze grupowe: z Tunezją (1:1), z Wybrzeżem Kości Słoniowej (0:1) i z Ghaną (0:2). Od 1993 do 1997 rozegrał w kadrze narodowej 28 meczów.